# Дискарика д'Инерти (Болцано)
Дискарика д'Инерти је насеље у Италији у округу Болцано, региону Трентино-Јужни Тирол.
Према процени из 2011. у насељу је живело 4 становника. Насеље се налази на надморској висини од 1720 м.